# 響良牙
響 良牙（ひびき りょうが）は、高橋留美子の漫画作品及びそれを原作とするアニメ『らんま1/2』に登場する架空の人物。アニメでの声優は山寺宏一。

## 人物
頭に巻いたバンダナと八重歯、常に持ち歩いている超重量の番傘がトレードマーク。早乙女乱馬が風林館高校の前に通っていた高校（男子高）の同級生で、毎日昼食時に購買部のパンを競って乱馬と戦っていたが、いつも敗北していた。アニメ版では、乱馬とは中学の同級生だったという設定になっている（これはアニメ版では物語が高校一年生の春から開始されるため。乱馬は風林舘高校以前には高校に通っておらず、中学校在学中に中国へ渡った、という時系列）。
極度の方向音痴で、どこでも野宿ができるようにテントなどを入れたリュックサックを背負っている。性格は単純かつ真面目で、変装や嘘に騙されることが多い。また、思い込みが激しく妄想癖もあり、それが原因で騒ぎを起こすこともある。あかねを含む天道家の人間以外には最初は冷淡かつ無愛想だったが後に社交的になった。最初のうちは乱馬に勝負を挑むため夜討や朝駆けをしたりもしたが、後には乱馬に勝負を挑む時には律義に天道道場に果たし状を郵送してから勝負という形になった。
当初、変身体質になった経緯（下記参照）から乱馬に強い憎しみを抱いており、彼と他者との果し合いに際して各種妨害行為を行い、イヤミな発言を行うなど悪意ある言動が目立っていたが、次第に変身体質改善や良牙が片想いをしており、乱馬の許嫁である天道あかねをめぐって協力して行動することが多くなる。また、「弱い者いじめは大嫌い」な主義であり、乱馬が八宝斎の嫌がらせで弱体化した時にはライバル達の中で唯一乱馬の味方についており、弱体化した乱馬に対して大粒の涙を流していた。絶叫温泉アスレチックに参加した際は一時的に乱馬とペアを組み、乱馬が「良牙と俺が組めば天下無敵」と発言していることから、互いの実力は認め合っている様子。
自宅は天道家の隣町にある。家族としては両親とペットの犬であるシロクロやシロクロの子供たちがいるが、両親も息子同様に極度の方向音痴で、作中では1度も登場していない。方向音痴ゆえに家族が家を空けていることが多いため、自宅の玄関には空き巣退治の罠が仕掛けられている。また家にはお土産を置きに帰るだけであり、家には格闘家らしい特徴は特に無い。

### Pちゃん
購買部のパン争奪戦で乱馬に負け続けたため、乱馬に決闘を申し込む。しかし良牙は道に迷ってしまい、約束の日から4日後にやっと決闘場所に到着したときには、乱馬は修行のために中国へ旅立っていた。乱馬を追って良牙も中国へ渡るが、偶然呪泉郷に立ち寄った際、らんまに黒豚溺泉に蹴り落とされて、水をかぶると黒い子ブタになり、湯をかぶると元に戻る体質になってしまう。
その後、らんまと黒ブタ状態の良牙の戦闘を見かけたあかねが、「らんまが黒ブタをいじめている」と勘違いして良牙を保護し、PigからPちゃんと名付けて自分のペットにする。
黒ブタ状態ではよく食材として料理されかけている（パンダ化した玄馬と呪泉郷ガイドに料理されかけた際は「広東風レバニラ酢豚」（アニメより）、乱馬への愛妻弁当としてシャンプーに料理されかけた際は「黒子豚の冷泉広東風ブヨソースがけ」といった料理名がつけられている）。
「良牙=Pちゃん」であることを知っているのは、乱馬、早乙女玄馬、天道早雲、呪泉郷ガイド、コロン、シャンプー、ムース、雲竜あかりの8人。あかねは良牙が水を被っても変身しなかったのを目撃しており、そのため良牙には変身体質がないと思っている。乱馬も同情してかあかねに「良牙=Pちゃん」の事実がバレないよう、良牙に協力している。あかねにお湯で体を洗われそうになった時は知られたくない故に無理矢理お湯を飲んでいる。呪泉郷の呪いにかかった他の人物は大半の主要人物に変身体質を知られているのに対し、良牙の変身体質はあかね以外の主要人物にもあまり知られていない（当のあかねも「良牙=Pちゃん」の事実には気付いていないものの、アニメでは呪泉郷に落ちた人物であることに一応気付いている）。
なお、白鳥あずさに無理やり所有された際はシャルロットと命名されているが、あずさにも正体を知られることはなかった。
パンダ化した玄馬と並び、作品のマスコット的な存在となっている。

### 恋愛
自分を乱馬から保護し、Pちゃんとして可愛がる天道あかねの姿に好意を抱く。あかねの事は「あかねさん」と呼び、以降「あかねさん一筋」を自称する。あかねに好意を抱いているためか、早雲のことは「お父さん」と呼んでいる。たびたびあかねに気持ちを伝えようとするものの、その都度嫉妬した乱馬（女らんまになり許嫁、妹、自宅のメイドなどに変装）に邪魔され、果たすことができない。しかし、一方で女性に対しては無節操なところもあり、らんまの変装に騙された時にはらんまに迫る事も何度かある。登場してから間もない頃は、あかねとらんまが木の上にいるのもお構いなしに襲撃をかけたり、あかねの髪が切れてしまう直接の原因を作ってもあまり悪びれる様子がない、等女性に対しても太々しい態度をとっていた。
原作漫画の終盤では雲竜あかりに一目惚れをされ、文通から交際を始める。しかし、あかねへの想いを捨てておらず、あかりとあかねの2人が同時に自宅を訪問した際には2人の間で迷っていた。最終回シリーズの鳳凰山編でも所有する写真立てにあかねとあかり二人の写真を入れており（途中であかねの写真を落としてしまい、それ以降は乱馬が持っていた）、最後まであかり一筋になる事はなかった。なお、あかねへのお土産の賞味期限が切れる前に天道道場に辿りつける理由を「愛の力」と語っていたが、最終回ではあかりへの土産の賞味期限を切らしてしまっていた。
あかりが登場するまでは久遠寺右京とコンビを組んで登場することが多かった。アニメではあかりが登場しないため、右京とのコンビに重点が置かれている。あかねは人間状態の良牙にも好感を抱いており、乱馬に嫉妬させる目的で良牙とデートをしたこともあるが、あかねは良牙とはあくまでも「良いお友達」として接しており、自分が良牙のガールフレンドになる考えは皆無である。このあかねの意思は明確に宣言されたこともあって良牙も気付いており、またあかねはなんだかんだ言って乱馬に好意を持っていることも気付いているという繊細な面も併せ持つ。

### 技
戦闘力は高く、乱馬も良牙を自分の唯一のライバルとして認めている。当初は特別に打たれ強いというわけではなかったが、後にコロンから「爆砕点穴」を会得した際、修行を通じて異常に打たれ強くなった（乱馬いわく「化け物並み」。あかねがある理由から鉄柱を使って思い切り良牙を何度も殴ったことがあるが、頭を含めてどこを殴られても全く効かず、鉄柱のほうがへしゃげてしまった）。
バンダナ投擲
初登場時の対決で使用。回転し刃物のような切れ味を持つバンダナを無差別に投擲する。何枚投げても無くならない。類似系に自分の使う番傘の投擲もある。後々乱馬との決闘をはじめとする対決の中では飛び道具を使っていない。またこの戦闘では、自分のベルトを外して棒のように硬くし、それで剣のように斬りつける戦法も使用しているが、こちらも後の戦闘では使用されていない。このベルトを使った戦いでベルトが飛んでいってしまい、あかねの髪を意図もなく切ってしまった。
爆砕点穴（ばくさいてんけつ）
コロンから伝授された技。万物にある爆砕のツボを人差し指で突いて粉砕する。ただしあくまで本来の用途は土木作業用の技であり、人体には効果がなくコロンはそのことを良牙本人にも黙って伝授していた。
良牙はこの技の修得の過程で何度も岩に激突や、爆砕点穴の余波で砕けた岩を浴びることで強靭な打たれ強さが備わる様になる。コロンは技の修得よりそちらの方が狙いだった。
移動手段として活用することが多く地面や岩壁を粉砕して乱馬たちの前に現れたり、また道に迷った時に、とりあえず足元に穴を開けて地中を移動することもある。
ゲームでは、瓦礫を砕き飛ばしてダメージを与える技となっている。
獅子咆哮弾（ししほうこうだん）
不幸などで気分が重くなった時、その「重い気」を自身の掌から放出し、目標に当てる技。洞窟で出会った土木作業員のおっさんに教わった技で爆砕点穴同様土木作業用に使われてた技だが言わずもがな人体にも有効。完成型は極限まで重くなった気を真上に打ち上げ、上がった気を「気を落として」落下させ「気を沈ませて」周囲に叩きつける技となる。使用者は「気が抜けている」ため気に潰されることはないが、雑念を少しでも加えられると「気が抜けている」状態が解除されてしまうため気に潰されてしまう。
不幸体質の良牙とは相性が非常に良く、この技を習得してからは乱馬に勝つことも珍しくなくなった。良牙は（特に乱馬と交際する形で）あかねにフラれることを思い浮かべたときに桁外れの威力を引き出すことができ、三途の川で生死を彷徨ったときは、乱馬が「あかねのことは俺に任せろ」と言いながらあかねと寄り添うという幻を見て、最大級の獅子咆哮弾を放ち九死に一生を得ている。
技の性質は気分による気で作用するため実際は「重い気」以外の気でも似たようなことができ言葉遊びとも言えるが、乱馬はこの技を参考に威張ることで出す「強気」を掌から放出する「猛虎高飛車」という技を編み出した。

## 良牙に関係のある物
和風男溺泉の地図
日本にあるとされる「男溺泉」の場所を示す地図。現在、和風男溺泉は風林館高校の女子更衣室の真下にある。だが現在では「閉店」になっていた。
アニメ版では風林館高校の女子更衣室の真下にあったのは青い壺であり、九能家に眠る赤い壺、八宝斎が持っていた黄色い壺と合わせて三つ子岩に置き、明け方になると和風男溺泉が湧き出る、という設定だった。
喜面流拳印術
丹田（下っ腹）に特殊な拳印を施すことで世界最強の男になれる術。敵に攻撃されると本人の意思に関係なく、条件反射でアッパーを繰り出し、敵を吹っ飛ばすようになる。作中で良牙が施してもらったが、拳印がふざけた落書きにしか見えないため、良牙はすぐに拳印を消したがった。ただし効力は本物で、良牙がPちゃんに変身しても世界最強のままだった。
強い相手に負ければ拳印を消すことができる。なお、腹を捻ると拳印の表情が変わるので世界最強という効力をなくすことはできる。
恋の釣竿
良牙が旅先で購入。吸盤の付いた釣竿。これで釣られた者はあざができ、そのあざが徐々に鯉（恋）に成長していく。男女問わず効果がある。良牙はあかねを釣るつもりだったが間違って乱馬を釣り上げてしまう。あざができた者をもう一度釣れば、釣竿の吸盤にあざがくっついてあざが消え、その効果を消せる。
年の数茸
良牙が森を彷徨っているときに食べた茸。これを食べると、食べた茸の長さと同じ年齢になってしまう（例：10cm食べると10歳になってしまう）。

## その他
- 当初、良牙の声優は古本新乃輔の予定だったが初収録がドラマの収録と重なったため、呪泉郷ガイドやガヤですでに本作に関わっていた山寺が兼任することとなった[6][7]。古本は後にパンスト太郎を演じている。
- アニメ『熱闘編』第53話では、エンディングキャストで主人公の乱馬より先に表示された。